# In the Jaws of the Serpent
In the Jaws of the Serpent to zapis koncertu zespołu Sol Invictus, zagranego 19 grudnia 1988 roku (zob. 1988 w muzyce) w klubie Loft w Tokio. Płyta została wydana w 1989 roku przez S.V.L. Records.

## Lista utworów
1. Angels Fall
2. Rise and Fall
3. The World Turns
4. The Runes
5. Gold is King
6. Twa Corbies
7. Somewhere in Europe
8. Media
9. Abattoirs of Love
10. Raven Chorus